# St. Mary’s Stadium
Das St. Mary’s Stadium ist ein Fußballstadion in der englischen Stadt Southampton, Vereinigtes Königreich. Es ist die Heimspielstätte des Fußballvereins FC Southampton. Die 32.384 Zuschauer fassende Anlage wurde 2001 eingeweiht und löste die alte Heimat The Dell ab, in dem Southampton seit 1898 spielte. Seit 2022 tragen auch die Frauen des FC Southampton Women ihre Spiele im St. Mary’s Stadium aus.
Es wurde von der UEFA in die Stadionkategorie 4 klassifiziert und erfüllt damit die Voraussetzungen, um Austragungsort für Endspiele der UEFA Europa League zu sein. Der Zuschauerrekord datiert vom 28. April 2012, als Southampton in der Football League Championship vor 32.363 Zuschauern gegen Coventry City mit 4:0 gewann.

## Aufbau / Kapazität
Die 32.384 Sitzplätze sind komplett überdacht. Hinter jedem Tor ist eine Videoleinwand angebracht. Die vier Tribünen sind nach den Stadtteilen, in deren Richtung sie weisen, benannt.
- Itchen Stand: – Haupttribüne, Ost
- Kingsland Stand: – Gegengerade, West
- Chapel Stand: –Hintertortribüne, Süd
- Northam Stand: Hintertortribüne, Nord

Grundsätzlich hat das Stadion Platz für 32.689 Besucher (Presse und Plätze für die Vereinsführung mitgezählt). Doch durch die Trennung von Heim- und Gastfans kann diese Kapazität nicht erreicht werden.

## Name
Von 2001 bis 2006 hieß die Sportstätte „The Friends Provided St Mary’s Stadium“, nach dem Versicherer Friends Provident. Das Management hatte den Plan, die Spielstätte jeweils nach den Sponsoren zu benennen. Dies missfiel den Fans, welche sich einen traditionellen Namen wünschten. Nach weiteren Protesten hat der neue Sponsor, die Fluggesellschaft Flybe, 2006 beschlossen, nicht das Sponsoring am Stadion wahrzunehmen.

## Länderspiele
Frauen
- 11. Mai 2006:  England –  Ungarn (Qualifikation zur WM 2007)[4]
- 06. Apr. 2018:  England –  Wales 0:0 (Qualifikation zur WM 2019)[5]
- 17. Sep. 2021:  England –  Nordmazedonien 8:0 (Qualifikation zur WM 2023)[6]
- 07. Juli 2022:  Norwegen –  Nordirland 4:1 (EM der Frauen 2022)[7]
- 11. Juli 2022:  Österreich –  Nordirland 2:0 (EM der Frauen 2022)[8]
- 15. Juli 2022:  Nordirland –  England 0:5 (EM der Frauen 2022)[9]

Männer
- 07. Okt. 2001:  Nigeria –  Japan 2:2 (Freundschaftsspiel)[10]
- 16. Okt. 2002:  England –  Mazedonien 2:2 (Qualifikation zur EM 2004)[11]
- 10. Sep. 2019:  England –  Kosovo 5:3 (Qualifikation zur EM 2021)[12]

U21-Männer
- 05. Feb. 2008:  England –  Irland 3:0 (Qualifikation zur U-21-EM 2009)[13]
- 05. Juni 2011:  England –  Norwegen 2:0 (Freundschaftsspiel)[14]
- 10. Nov. 2016:  England –  Italien 3:2 (Freundschaftsspiel)[15]

## Galerie

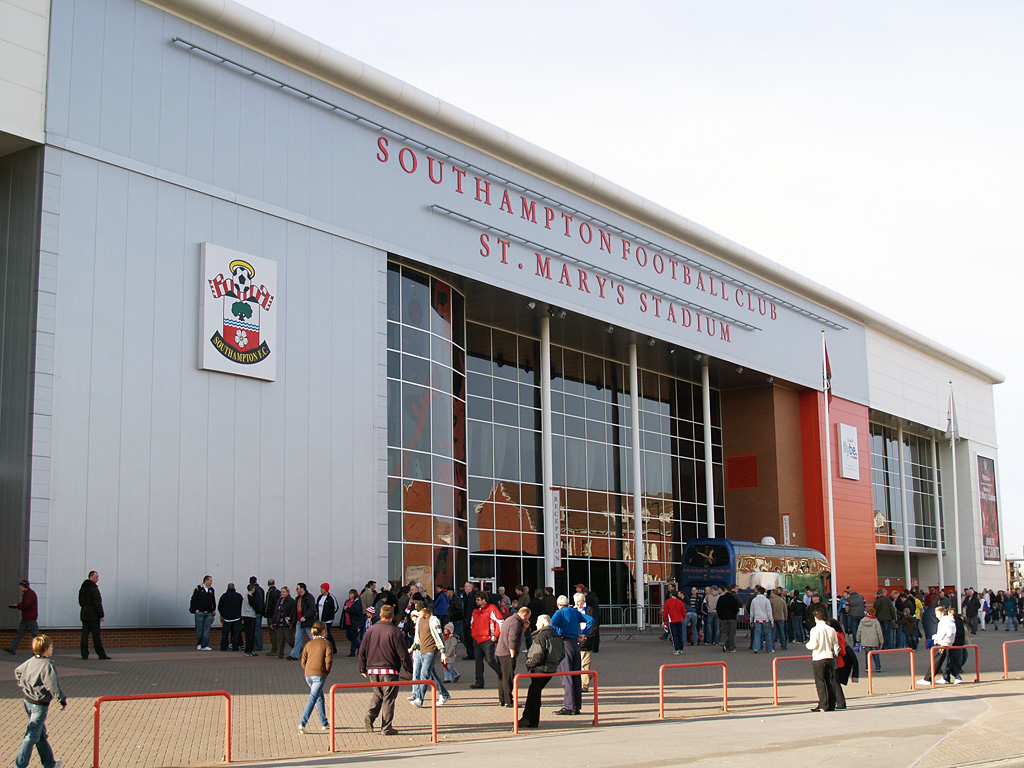
Der Haupteingang am Itchen Stand (Januar 2008)
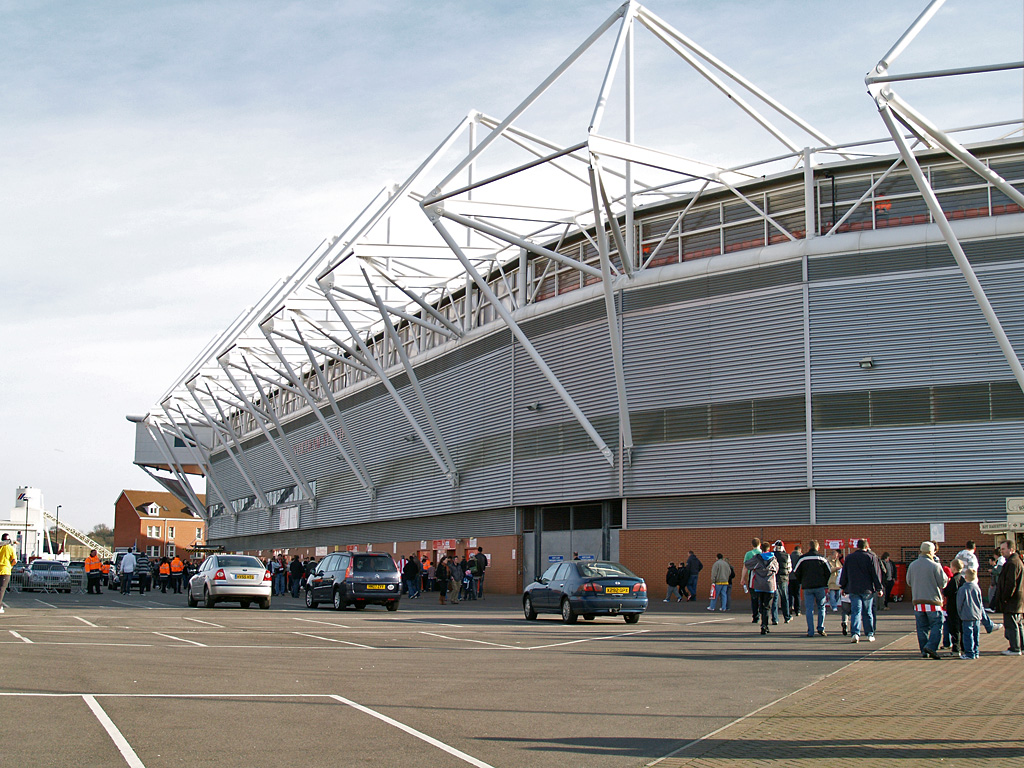
Der Northam Stand (Januar 2008)
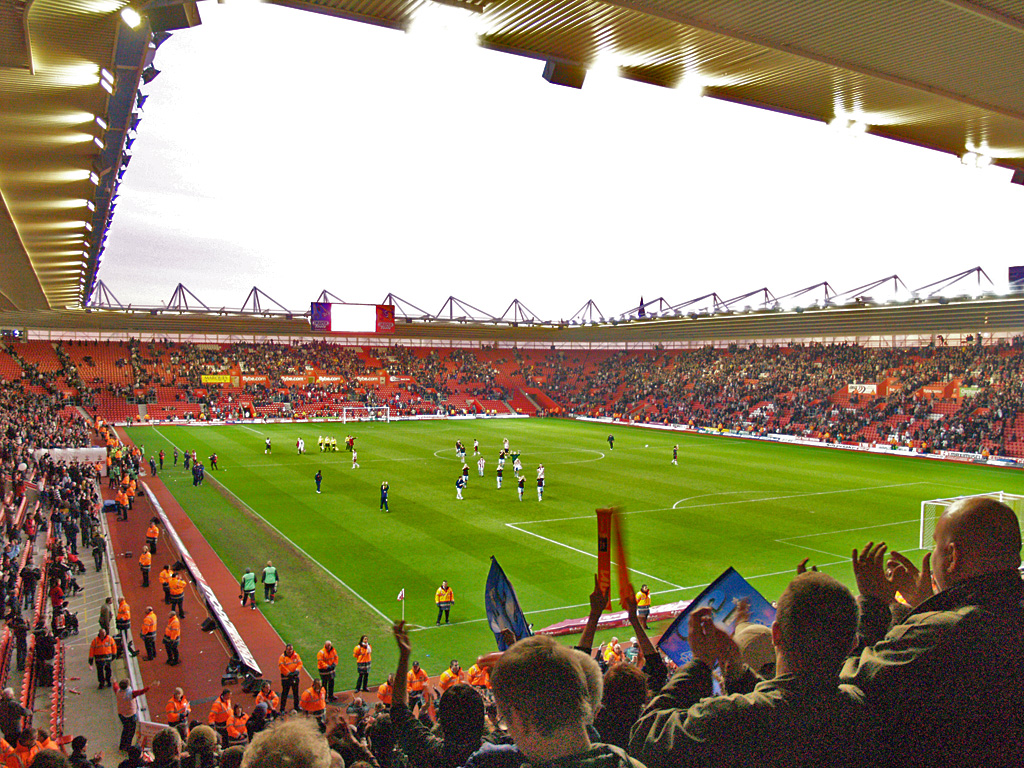
Blick auf das Spielfeld (Januar 2008)
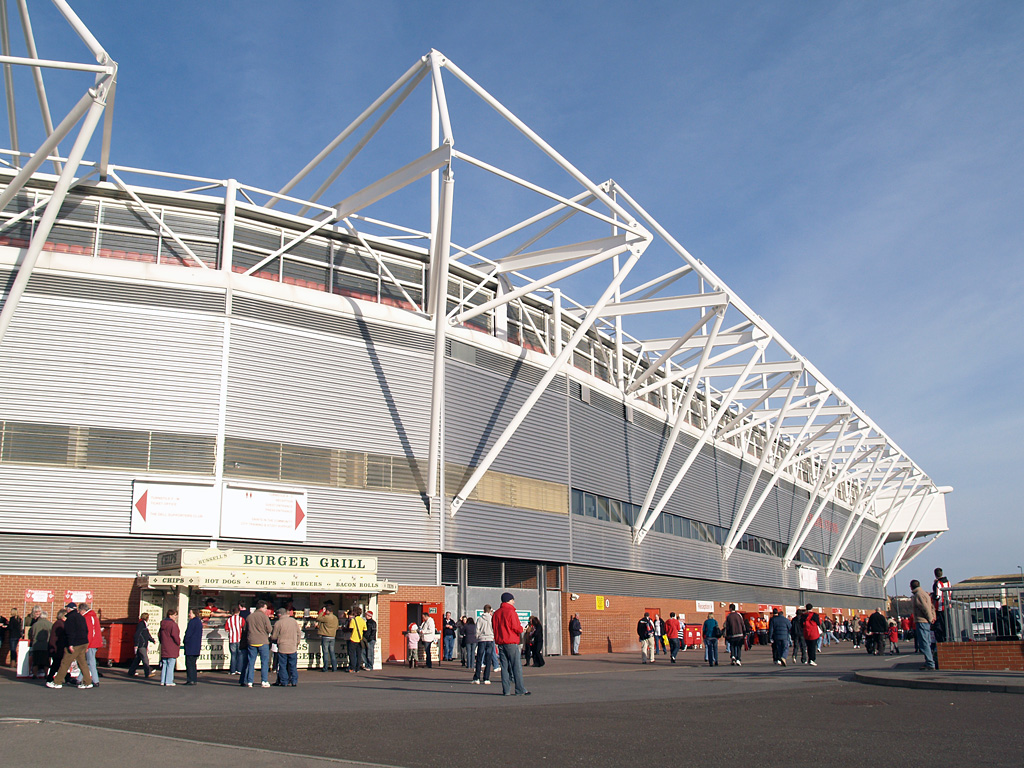
Der Chapel Stand (Januar 2008)
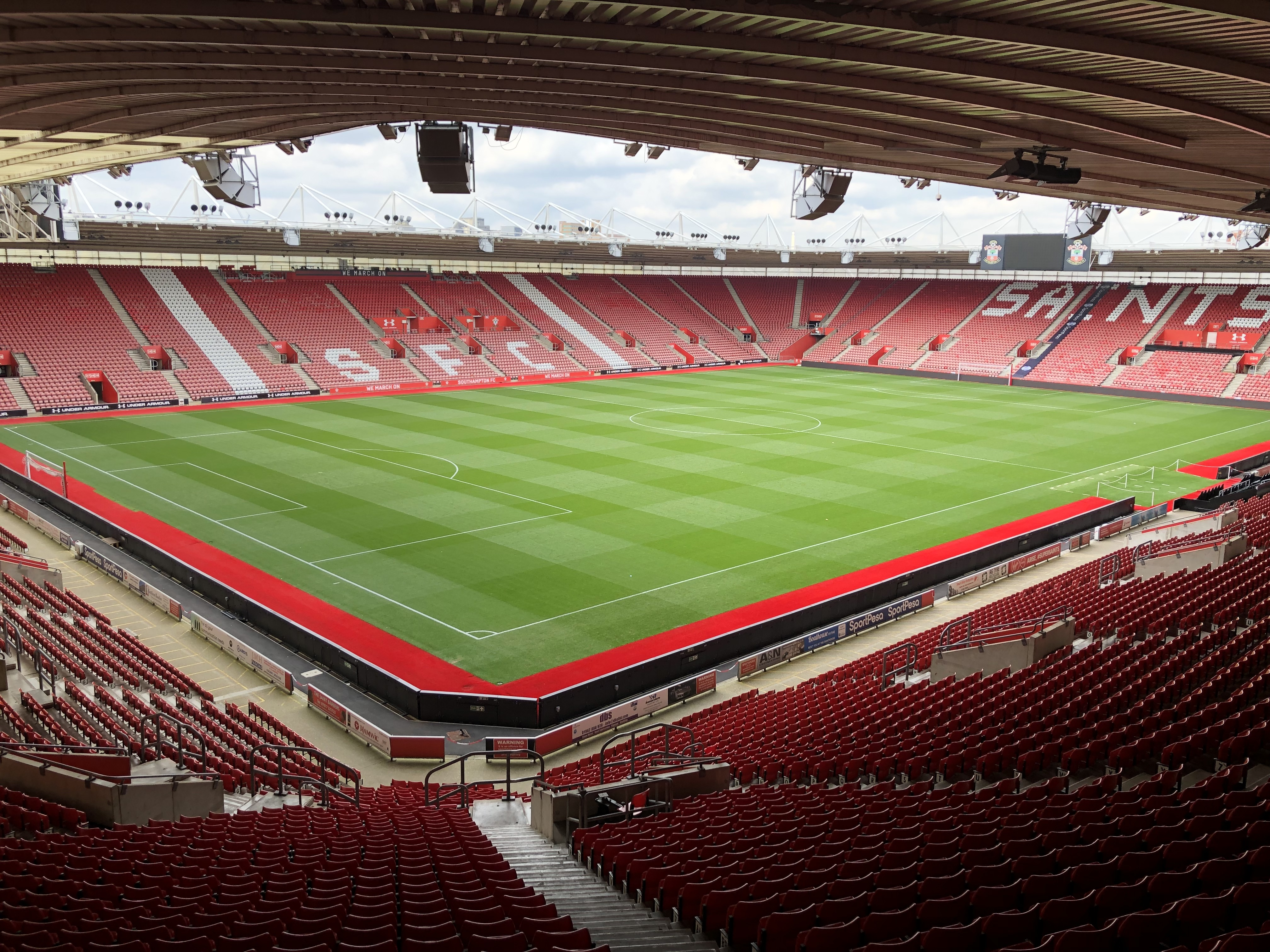
Blick vom Itchen Stand in das Stadion (April 2019)
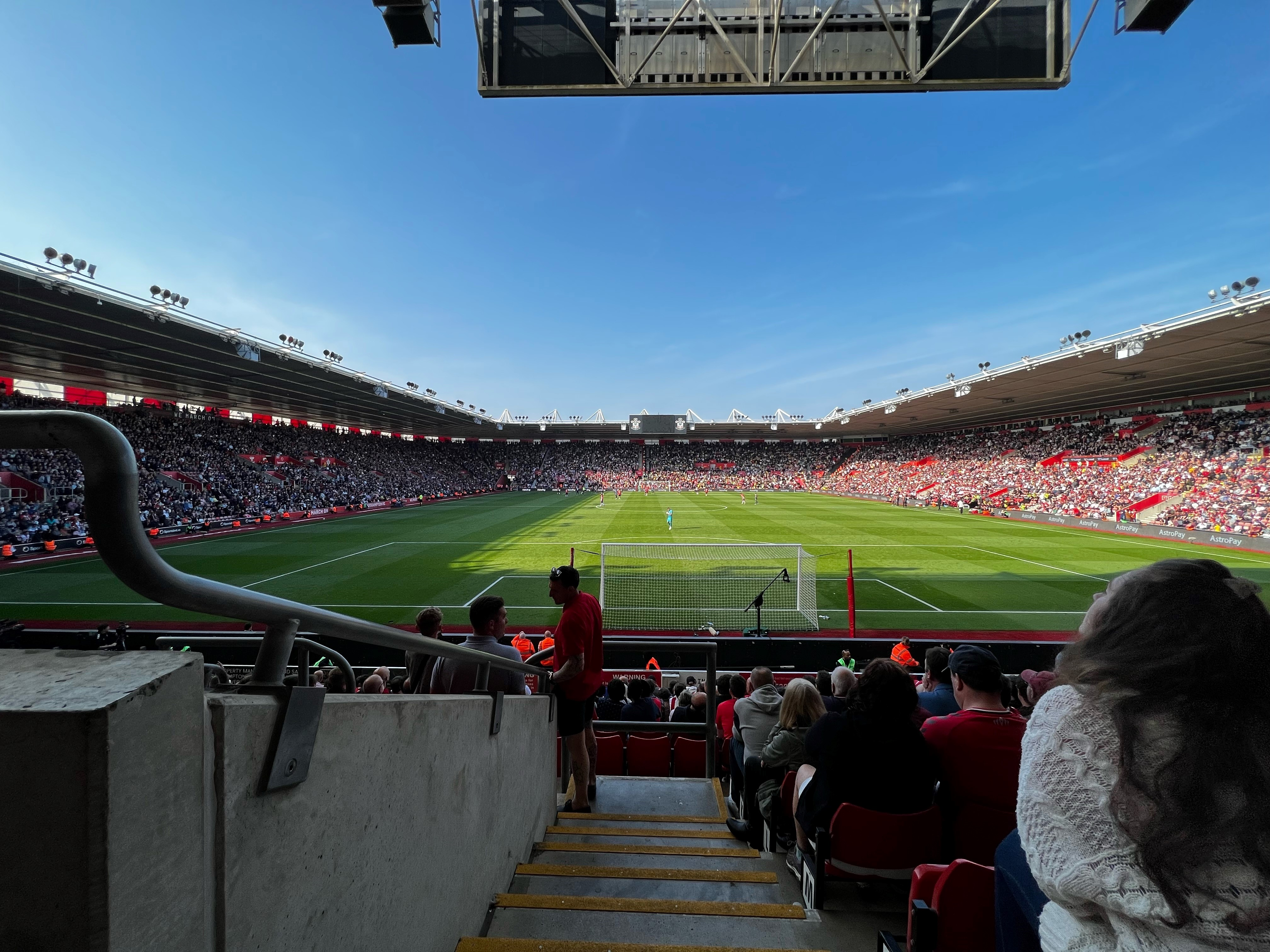
Blick vom Chapel Stand (April 2022)